# Jacob Girard des Bergeries
Jacob Girard des Bergeries, né vers 1615 et mort le 11 juin 1681 à Lausanne, est un médecin, humaniste et moraliste suisse.

## Biographie
D'une ancienne famille de Bourges, il est le fils de Nicolas Girard des Bergeries, médecin et professeur d'hébreu, et de Judith Margeret, il suit ses études à l'Académie de Lausanne, puis à l'université de Bâle entre 1630 et 1633 et à celle de Montpellier en 1633, et obtient sa licence en médecine 1637.
Suivant l'exemple de son père, il exerce la médecine à Lausanne, tout en enseignant l'hébreu, ainsi que les plantes médicinales.
Recteur de l'Académie de Lausanne en 1648, sa bibliothèque est cédée à l'académie.

## Publications
- Moyse dévoilé, ou l'explication des types et figures du vieux testament, Genève, 1670
- Le gouvernement de la santé, 1672
- L'apotiquaire charitable, 1673
- Harangue de la goutte, 1673

## Sources
- E. Olivier, Menues notes sur le passé médical du Pays de Vaud, in RHV, 1938, 1-28, 274-293, 359-368; 1939, 195-209
- E. Robert, Entre orthodoxie et critique, mém. lic. Lausanne, 1999
- Gilbert Marion, « Girard des Bergeries, Jacob » dans le Dictionnaire historique de la Suisse en ligne, version du 11 juillet 2007.
- Notice dans un dictionnaire ou une encyclopédie généraliste :   - Dictionnaire historique de la Suisse